# Ley de Ohm

V, I y R, los parámetros de la ley de Ohm

La ley de Ohm,  postulada por el físico y matemático alemán Georg Simon Ohm, es una ley básica para entender los fundamentos principales de los circuitos eléctricos. Establece que la diferencia de potencial {\displaystyle V} que aplicamos entre los extremos de un conductor determinado es directamente proporcional a la intensidad de la corriente {\displaystyle I} que circula por el citado conductor. Ohm completó la ley introduciendo la noción de resistencia eléctrica {\displaystyle R}; que es el factor de proporcionalidad que aparece en la relación entre {\displaystyle V} e {\displaystyle I}:

{\displaystyle V=R\cdot I\,}

La fórmula anterior se conoce como fórmula general de la ley de Ohm, y en la misma, {\displaystyle V} corresponde a la diferencia de potencial, {\displaystyle R} a la resistencia e {\displaystyle I} a la intensidad de la corriente. Las unidades de esas tres magnitudes en el sistema internacional de unidades son, respectivamente, voltios (V), ohmios (Ω) y amperios (A).
En física, el término ley de Ohm se usa para referirse a varias generalizaciones de la ley originalmente formulada por Ohm. El ejemplo más simple es:

{\displaystyle \mathbf {J} =\sigma \mathbf {E} ,}

donde J es la densidad de corriente en una localización dada en el material resistivo, E es el campo eléctrico en esa localización, y σ (sigma) es un parámetro dependiente del material llamado conductividad.  Esta reformulación de la ley de Ohm se debe a Gustav Kirchhoff.

## Introducción histórica

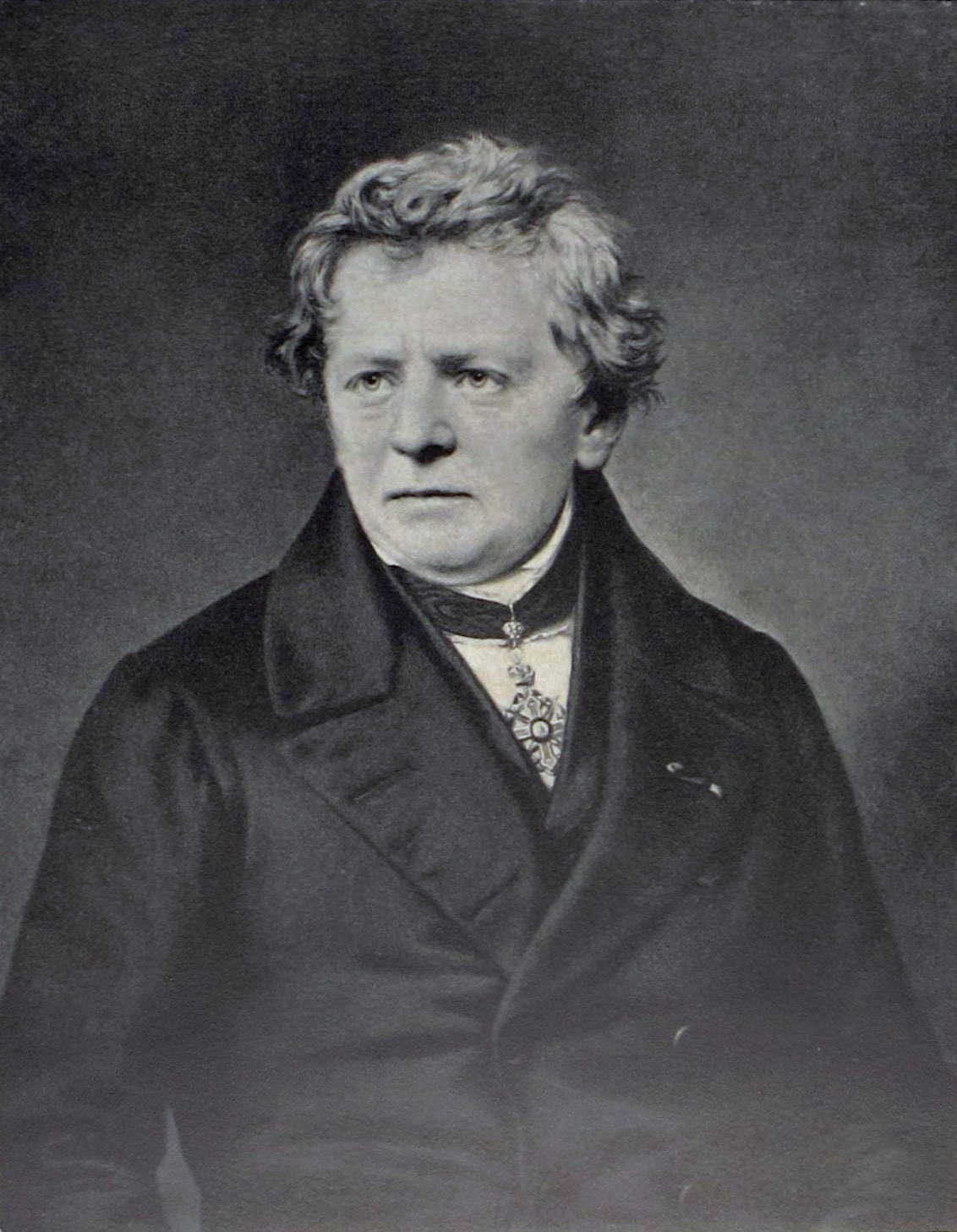
Retrato de Georg Simon Ohm

Georg Simon Ohm nació en Erlangen (Alemania) el 16 de marzo de 1789 en el seno de una familia protestante, y desde muy joven trabajó en la cerrajería de su padre, el cual también hacía las veces de profesor de su hijo. Tras su paso por la universidad dirigió el Instituto Politécnico de Núremberg y dio clases de física experimental en la Universidad de Múnich hasta el final de su vida. Falleció en esta última ciudad el 6 de julio de 1854.
Poniendo a prueba su intuición en la física experimental consiguió introducir y cuantificar la resistencia eléctrica. Ohm es mundialmente conocido gracias a su formulación de la relación entre intensidad de corriente, diferencia de potencial y resistencia que constituye la ley de Ohm, por ello la unidad de resistencia eléctrica se denominó ohmio en su honor.
Sufrió durante mucho tiempo la reticencia de los medios científicos europeos para aceptar sus ideas pero finalmente la Real Sociedad de Londres lo premió con la Medalla Copley en 1841 y la Universidad de Múnich le otorgó la cátedra de Física en 1849.
En 1840 estudió las perturbaciones sonoras en el campo de la acústica fisiológica (ley de Ohm-Helmholtz) y a partir de 1852 centró su actividad en los estudios de carácter óptico, en especial en los fenómenos de interferencia.

### Experimentos y artículos publicados

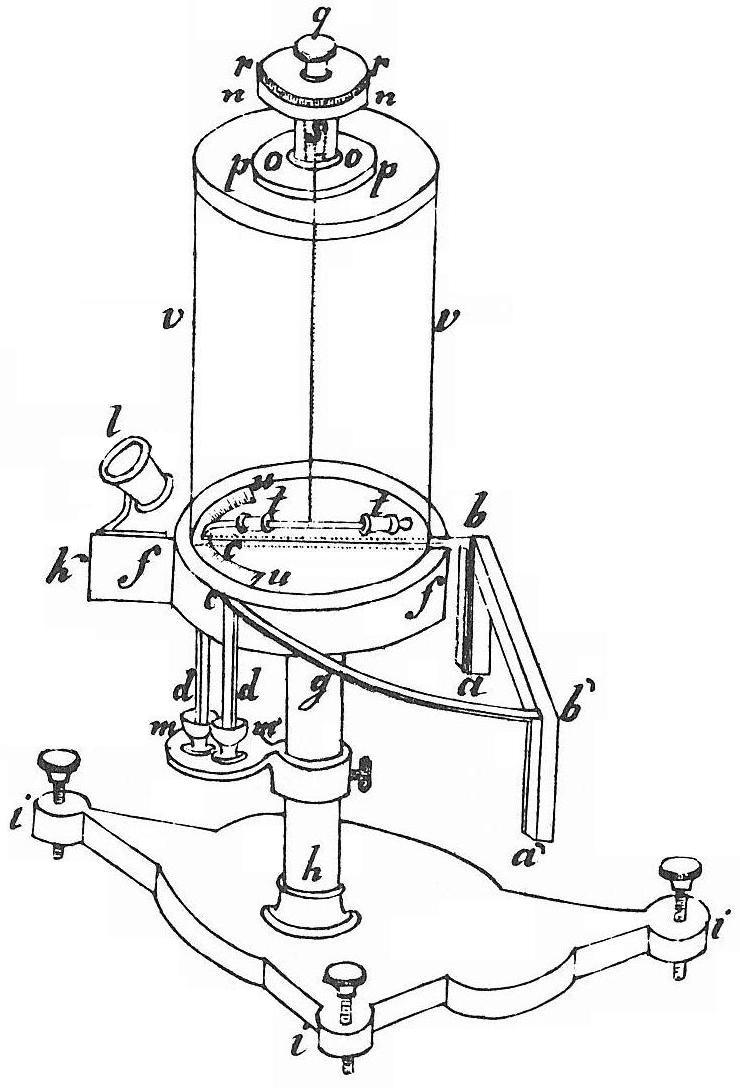
Balanza de torsión de Ohm

Años antes de que Ohm enunciara su ley, otros científicos habían realizado experimentos con la corriente eléctrica y la tensión. Destaca el caso del británico Henry Cavendish, que experimentó con la botella de Leyden en 1781 pero no llegó a publicar sus conclusiones, hasta que casi 100 años después, en 1879, James Clerk Maxwell las publicó.
En la actualidad disponemos de muchos instrumentos que nos permiten medir con precisión la tensión (voltaje) y la corriente eléctrica pero en el siglo XIX muchos dispositivos, tales como la pila Daniell y la pila de artesa, no estaban disponibles. Los aparatos que medían la tensión y la corriente de la época no eran suficientes para obtener lecturas precisas para el desarrollo de la fórmula que Georg S. Ohm quería obtener.
Es por ello por lo que Ohm, mediante los descubrimientos que otros investigadores realizaron anteriormente, creó y modificó dispositivos ya fabricados para llevar a cabo sus experimentos. La balanza de torsión de Coulomb es uno de estos aparatos; fue descrito por Ohm en su artículo «Vorläufige Anzeige des Gesetzes, nach welchem Metalle die Contactelectricität leiten», publicado en 1825 en los Anales de la Física. Ohm incluyó en la balanza una barra magnética gracias a los avances de Hans Christian Ørsted, que en 1819 descubrió que un cable conductor por el que fluía una corriente eléctrica desviaba una aguja magnética situada en sus proximidades. Con esto y varios cables de distintas longitudes y grosor, una pila voltaica y recipientes de mercurio, pudo crear un circuito en el que buscaba relacionar matemáticamente la disminución de la fuerza electromagnética creada por una corriente que fluye por un cable y la longitud de dicho cable.
Mediante este circuito llegó a encontrar una expresión que representaba correctamente todos los datos obtenidos:

{\displaystyle V=0.41\log(1+x)}

Esta relación la puso en entredicho el propio Georg Ohm; sin embargo fue la primera expresión documentada que le llevó a su relación entre la corriente {\displaystyle I}, la tensión {\displaystyle V} y la resistencia {\displaystyle R} de un circuito: la ley de Ohm, publicada en 1827 en su artículo «El circuito galvánico, analizado matemáticamente» («Die galvanische Kette, mathematisch bearbeitet»):
Este último artículo recibió una acogida tan fría que lo impulsó a presentar la renuncia a su cargo de profesor de matemáticas en el colegio jesuita de Colonia. Finalmente, en 1833 aceptó una plaza en la Escuela Politécnica de Núremberg en la que siguió investigando.

## Análisis de circuitos
La importancia de esta ley reside en que verifica la relación entre la diferencia de potencial en bornes de una resistencia o impedancia, en general, y la intensidad de corriente que circula a su través. Con ella se resuelven numerosos problemas eléctricos no solo de la física y de la industria sino también de la vida diaria como son los consumos o las pérdidas en las instalaciones eléctricas de las empresas y de los hogares. También introduce una nueva forma para obtener la potencia eléctrica, y para calcular la energía eléctrica utilizada en cualquier suministro eléctrico desde las centrales eléctricas a los consumidores. La ley es necesaria, por ejemplo, para determinar qué valor debe tener una resistencia a incorporar en un circuito eléctrico con el fin de que este funcione con el mejor rendimiento.

### Diagrama de la ley de Ohm

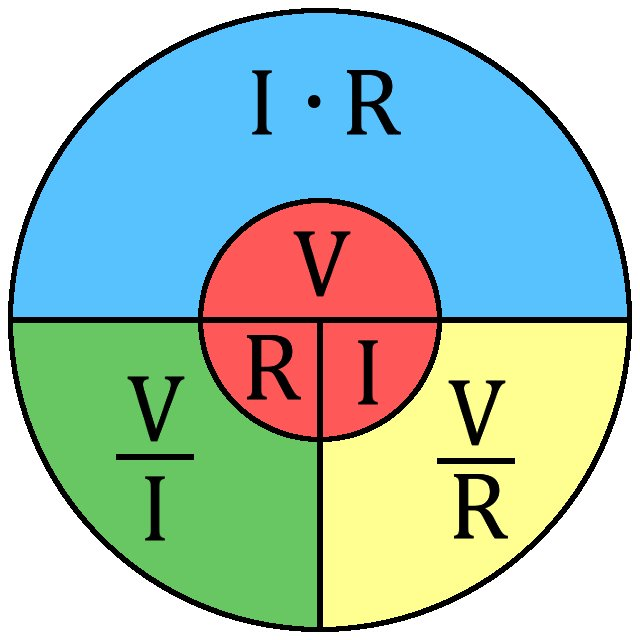
Diagrama circular de la ley de Ohm

En un diagrama se muestran las tres formas de relacionar las magnitudes físicas que intervienen en la ley de Ohm, {\displaystyle V}, {\displaystyle R} e {\displaystyle I}.
V= Diferencia de Potencial eléctrico o fuerza electromotriz “término de la antigua escuela” (Voltios “V”).
I= Intensidad de Corriente eléctrica (Amperes “Amp.”)
R= Resistencia Eléctrica (Ohmios “Ω”)

{\displaystyle V=R\cdot I\quad ;\quad R={\frac {V}{I}}\quad ;\quad I={\frac {V}{R}}}

La elección de la fórmula a utilizar dependerá del contexto en el que se aplique. Por ejemplo, si se trata de la curva característica I-V de un dispositivo eléctrico como un calefactor, se escribiría como: I = V/R. Si se trata de calcular la tensión V en bornes de una resistencia R por la que circula una corriente I, la aplicación de la ley sería: V= R I. También es posible calcular la resistencia R que ofrece un conductor que tiene una tensión V entre sus bornes y por el que circula una corriente I, aplicando la fórmula R = V/ I.

triángulo de la ley de Ohm

Una forma mnemotécnica más sencilla de recordar las relaciones entre las magnitudes que intervienen en la ley de Ohm es el llamado "triángulo de la ley de Ohm": para conocer el valor de una de estas magnitudes, se tapa la letra correspondiente en el triángulo y las dos letras que quedan indican su relación (teniendo en cuenta que las que están una al lado de otra se multiplican, y cuando quedan una encima de la otra se dividen como en un operador matemático común).

### Circuitos con señales variables en el tiempo
En los circuitos de alterna senoidal, a partir del concepto de impedancia, se ha generalizado esta ley, dando lugar a la llamada ley de Ohm para circuitos recorridos por corriente alterna, que indica:

{\displaystyle I={\frac {V}{Z}}}

siendo {\displaystyle I} corresponde al fasor corriente, {\displaystyle V} al fasor tensión y {\displaystyle Z} a la impedancia.

## Corriente eléctrica y movimiento de cargas

### Definición de intensidad de corriente I: movimiento de electrones

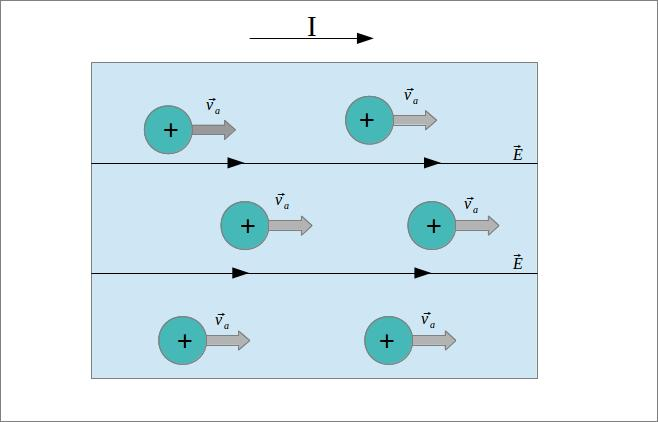
Corriente eléctrica de cargas positivas

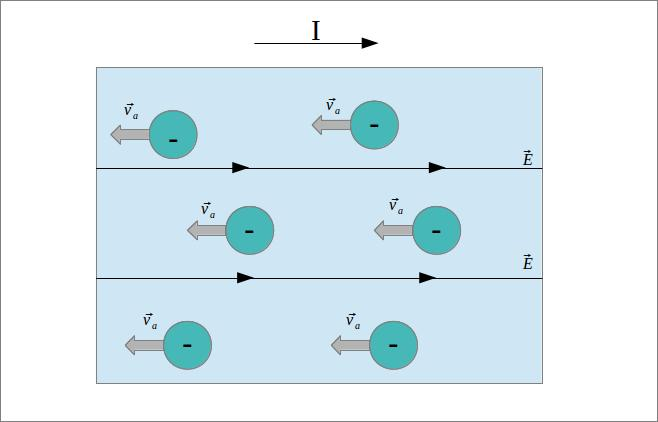
Corriente eléctrica de cargas negativas

Algunas partículas presentan una propiedad fundamental de la materia llamada carga eléctrica. Para estudiar la corriente eléctrica interesa ver cómo se desplazan esas cargas, es decir cómo se mueven las partículas elementales con una carga asociada como los electrones o los iones. La corriente se define como la carga neta que fluye a través de un área transversal {\displaystyle \scriptstyle A} por unidad de tiempo.

{\displaystyle I={{dq} \over {dt}}}

Su unidad en el SI es el amperio (A). Un amperio es un culombio por segundo (electrones/segundo). Dado que en el movimiento de las cargas pueden intervenir tanto cargas positivas como negativas, por definición se adopta el criterio de que la corriente eléctrica tiene el sentido del movimiento de cargas positivo.
Tal y como está definida la corriente, parece que la velocidad a la que se desplazan los electrones es constante. Sin embargo, para conseguir una corriente eléctrica es necesario que las cargas estén sometidas a un campo eléctrico {\displaystyle {\vec {E}}}. El campo eléctrico es la fuerza por unidad de carga. Por tanto, al establecer una corriente eléctrica se ejerce sobre las cargas una fuerza eléctrica {\displaystyle {\vec {F_{e}}}=q\cdot {\vec {E}}} y sobre las partículas cargadas se producirá, por tanto, una aceleración, tal y como señala la primera ley de Newton. Cada electrón experimenta una fuerza {\displaystyle {\vec {F_{e}}}=q\cdot {\vec {E}}}; por tanto, la aceleración es

{\displaystyle {\vec {a}}={{q\cdot {\vec {E}}} \over {m}}}

siendo {\displaystyle m} la masa de la partícula cargada. Como {\displaystyle {\vec {E}}} es constante y la masa y la carga también, entonces {\displaystyle {\vec {a}}} también es constante.

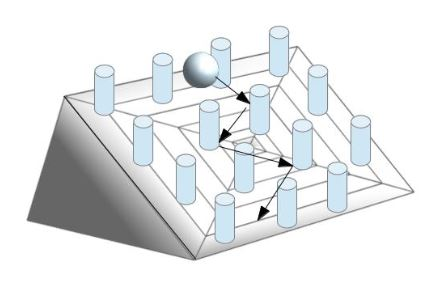
Analogía de la velocidad límite con la velocidad media de caída de una bola por un plano inclinado con pivotes. La bola es frenada repetidamente por los pivotes (los iones de la red cristalina del material conductor) de manera que su velocidad media de bajada es constante

El razonamiento anterior es válido cuando las cargas se mueven en el vacío y, por tanto, sin encontrar ningún obstáculo a su movimiento. Sin embargo, al desplazarse las cargas (electrones) por el interior de un material, por ejemplo en un metal, chocan reiteradamente con los iones de la estructura del metal, de forma que la velocidad definitiva con la que se mueven las cargas es constante. A esta velocidad ({\displaystyle v_{a}}) se le llama velocidad de arrastre o de deriva. 
El fenómeno de los choques se puede interpretar como una fuerza de rozamiento o resistiva que se opone a {\displaystyle {\vec {F_{e}}}} hasta el punto de anularla, y entonces la velocidad neta de las cargas es constante. En cierta manera el fenómeno es similar al de las gotas de lluvia que en lugar de caer con una aceleración constante ( {\displaystyle g} ), alcanzan una velocidad límite constante en su caída debido a la presencia de aire.

### La densidad de corriente J

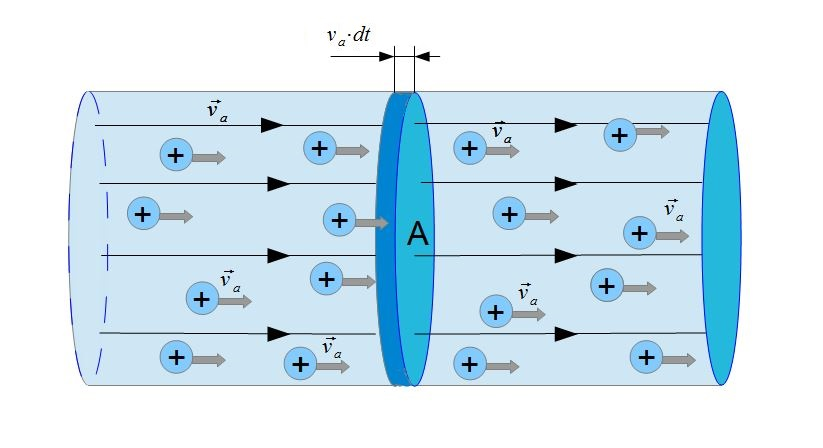
Detalle de la corriente en el conductor, la densidad de corriente y la velocidad de arrastre. En la figura aparece el esquema de un trozo elemental de material (ampliado) por el que circula una corriente eléctrica; se aprecia el sentido del movimiento de cargas según el campo eléctrico aplicado (por tanto, el de las cargas positivas) y que por convenio es el de circulación de la corriente

La densidad de corriente {\displaystyle {\vec {J}}} es un vector que lleva la dirección de la corriente y el sentido del campo eléctrico que acelera las cargas (si el material es lineal) como se explica en la Ley de Ohm en forma local. El vector {\displaystyle {\vec {J}}} establece, además, una relación directa entre la corriente eléctrica y la velocidad de arrastre {\displaystyle v_{a}\ } de las partículas cargadas que la forman. Se supone que hay {\displaystyle n} partículas cargadas por unidad de volumen. Se tiene en cuenta también que la {\displaystyle {\vec {v_{a}}}} es igual para todas las partículas. En estas condiciones se tiene que en un tiempo {\displaystyle dt} una partícula se desplazará una distancia {\displaystyle v_{a}\cdot dt}.
Se elige un volumen elemental tomado a lo largo del conductor por donde circula la corriente y se amplía para observarlo mejor. Por ejemplo, el volumen de un cilindro es igual a {\displaystyle Av_{a}dt}. El número de partículas dentro del cilindro es {\displaystyle n(Av_{a}dt)}. Si cada partícula posee una carga {\displaystyle q}, la carga {\displaystyle dQ} que fluye fuera del cilindro durante el tiempo {\displaystyle dt} es {\displaystyle nqv_{a}Adt}.
La corriente por unidad de área trasversal se conoce como densidad de corriente {\displaystyle J}.

{\displaystyle J={{I} \over {A}}=nqv_{a}}

La densidad de corriente, y por tanto el sentido de circulación de la corriente, lleva el signo de las cargas positivas, por ello sustituimos en la expresión anterior {\displaystyle q} por {\displaystyle |q|} y se obtiene, finalmente, lo siguiente:

{\displaystyle I={{dQ} \over {dt}}=n|q|Av_{a}}

La densidad de corriente se expresa como un vector cuyo sentido es el del campo eléctrico aplicado al conductor. Su expresión vectorial es:

{\displaystyle {\vec {J}}=nq{\vec {v_{a}}}}

Si por ejemplo se tratara de electrones, su carga {\displaystyle q} es negativa y el sentido de su velocidad de arrastre {\displaystyle v_{a}\ } también negativo; el resultado sería, finalmente, positivo.

### Intensidad de corriente eléctrica y ley de Ohm en forma local
Las aplicaciones más generales sobre la corriente eléctrica se realizan en conductores eléctricos, siendo los metales los más básicos. En un metal los electrones de valencia siguen el llamado modelo de electrón libre, según el cual los electrones de valencia de un metal tienen libertad para moverse y están deslocalizados, es decir, no se pueden asociar a ningún ion de la estructura porque están continuamente moviéndose al azar, de forma similar a las moléculas de un gas. Las velocidades de los electrones dependen de la temperatura del material conductor; a la temperatura ambiente estas velocidades térmicas son elevadas, pudiendo alcanzar valores de {\displaystyle 4\times 10^{6}{\rm {m/s}}}. Ahora bien, el hecho de que se desplacen no quiere decir que haya una corriente eléctrica: el movimiento que llevan a cabo es desordenado y al azar, de forma que en conjunto el desplazamiento de unos electrones se compensa con el de otros y el resultado es que el movimiento neto de cargas es prácticamente nulo.
Cuando se aplica un campo eléctrico {\displaystyle {\vec {E}}} a un metal los electrones modifican su movimiento aleatorio de tal manera que se arrastran lentamente en sentido opuesto al del campo eléctrico. De esta forma la velocidad total de un electrón pasa a ser la velocidad que tenía en ausencia de campo eléctrico más la provocada por el campo eléctrico. Así, la trayectoria de este electrón se vería modificada. Aparece, pues, una velocidad neta de los electrones en un sentido que recibe el nombre de velocidad de arrastre {\displaystyle {\vec {v_{a}}}}. Los valores numéricos de esta velocidad son bajos pues se encuentran en torno a los {\displaystyle 10^{-6}{\rm {m/s}}}.

Trayectoria de un electrón sin ser sometido a un campo eléctrico (azul) y siendo sometido a campos cada vez más intensos (rojo). Con línea quebrada en azul se representa la trayectoria de movimiento caótico para un electrón que sufre sucesivos choques con los iones fijos de la estructura cristalina. La trayectoria en rojo representa el mismo fenómeno cuando se aplica un campo eléctrico orientado de derecha a izquierda y que puede alcanzar diferente intensidad (a mayor separación de la trayectoria azul, mayor valor del campo eléctrico). Se aplica pues una pequeña desviación de las grandes velocidades térmicas de los electrones, cuyo efecto global se manifiesta como un movimiento ordenado con un pequeño valor de velocidad de arrastre según la dirección del campo y en sentido opuesto (debido al signo negativo de la carga del electrón).

Si se toma como tiempo τ el tiempo promediado entre colisiones del electrón con los iones atómicos, usando la expresión de la aceleración que provoca un campo eléctrico sobre una carga, se obtiene la velocidad de arrastre {\displaystyle {\vec {v_{a}}}={{q{\vec {E}}} \over {m_{e}}}\tau }. Sustituyendo en la ecuación anterior para la densidad de corriente {\displaystyle {\vec {J}}}, se llega a la ley de Ohm microscópica o en forma local.

{\displaystyle {\vec {J}}={{n{q^{2}}{\vec {E}}} \over {m_{e}}}\tau =\sigma {\vec {E}}}

donde σ es la llamada conductividad eléctrica que relaciona directamente la densidad de corriente {\displaystyle {\vec {J}}} en un conductor y el campo eléctrico aplicado al mismo {\displaystyle {\vec {E}}}. En materiales lineales u óhmicos esta relación es lineal y a mayor campo eléctrico aplicado, mayor será la densidad de corriente generada, con su misma dirección y sentido ya que es una ley vectorial.
A partir de la ley de Ohm en forma local se puede obtener la ley de Ohm macroscópica, generalmente usada. Para ello se parte de un conductor metálico de sección {\displaystyle A} por donde circula una corriente {\displaystyle I} y se toma una longitud {\displaystyle l} del mismo. Entre los dos extremos del tramo se aplica una diferencia de potencial {\displaystyle \Delta V=E\cdot l}. Por tanto, si se sustituye en la expresión anterior sucede que 

{\displaystyle \Delta V={{m_{e}\cdot l} \over {nq^{2}\tau }}\cdot J={{l} \over {\sigma A}}\cdot I=R\cdot I}.

Por definición, la relación entre la densidad J y la intensidad I de la corriente eléctrica que circula a través del conductor es {\displaystyle J={\tfrac {I}{A}}} y {\displaystyle R} es una propiedad importante del material conductor que se llama resistencia eléctrica, que es inversamente proporcional a la conductividad del material y que representa una medida de la oposición del conductor a la conducción eléctrica.

## La ley de Ohm clásica o macroscópica

### Ley de Ohm clásica
La ley de Ohm determina que para algunos materiales —como la mayoría de los conductores metálicos— la densidad de corriente {\displaystyle J} y el campo eléctrico {\displaystyle E} se relacionan a través de una constante {\displaystyle \sigma }llamada conductividad, característica de cada sustancia. Es decir:

{\displaystyle {\vec {J}}=\sigma {\vec {E}}}

Esta es la ley de Ohm en forma local, obtenida a partir de la noción del campo eléctrico que acelera a los electrones que se desplazan libremente por el metal conductor. Gracias a ella se ha obtenido la ley clásica o macroscópica:

{\displaystyle V=RI}

Para los metales y casi todos los otros conductores, R es constante; esto es, no depende de la cantidad de corriente. En algunos materiales, y notablemente en los materiales semiconductores, R no es constante y este hecho es muy útil en rectificadores, amplificadores y otros aparatos.
Aquellos materiales cuya resistencia es constante se conocen como lineales u óhmicos, mientras que aquellos donde no es constante se los denomina no lineales o no óhmicos. En ciertos materiales no lineales, la relación {\displaystyle V(I)} o curva característica Volt-Ampere, tiene algunos tramos lineales donde puede suponerse que R es constante. Además, los elementos no lineales pueden clasificarse en simétricos y asimétricos; siendo los primeros aquellos cuyas características {\displaystyle V(I)} no dependen de los sentidos de las corrientes ni de las tensiones en sus extremos, y los segundos resultan aquellos cuyas características {\displaystyle V(I)} son diferentes para distintos sentidos de las corrientes y de las tensiones.
Esta ley contiene menos información, al ser escalar, que la ley para la densidad de corriente (que incluye módulo, dirección y sentido por su naturaleza vectorial).
No se puede considerar la ley de Ohm como una ley fundamental de la naturaleza ya que solo la cumplen ciertos materiales por lo que se considera una relación empírica. Sin embargo, esta ley tiene aplicación práctica para una gran variedad de materiales, en especial los metales.

### Definición de resistividad y su relación con la resistencia

#### Resistividad
El inverso de la conductividad es la resistividad; que es la resistencia eléctrica específica de un determinado material, se simboliza con la letra griega rho minúscula (ρ) y se mide en ohmios metro.

{\displaystyle \rho \equiv (\Omega \ \mathrm {m} )}

#### Resistencia eléctrica de un conductor

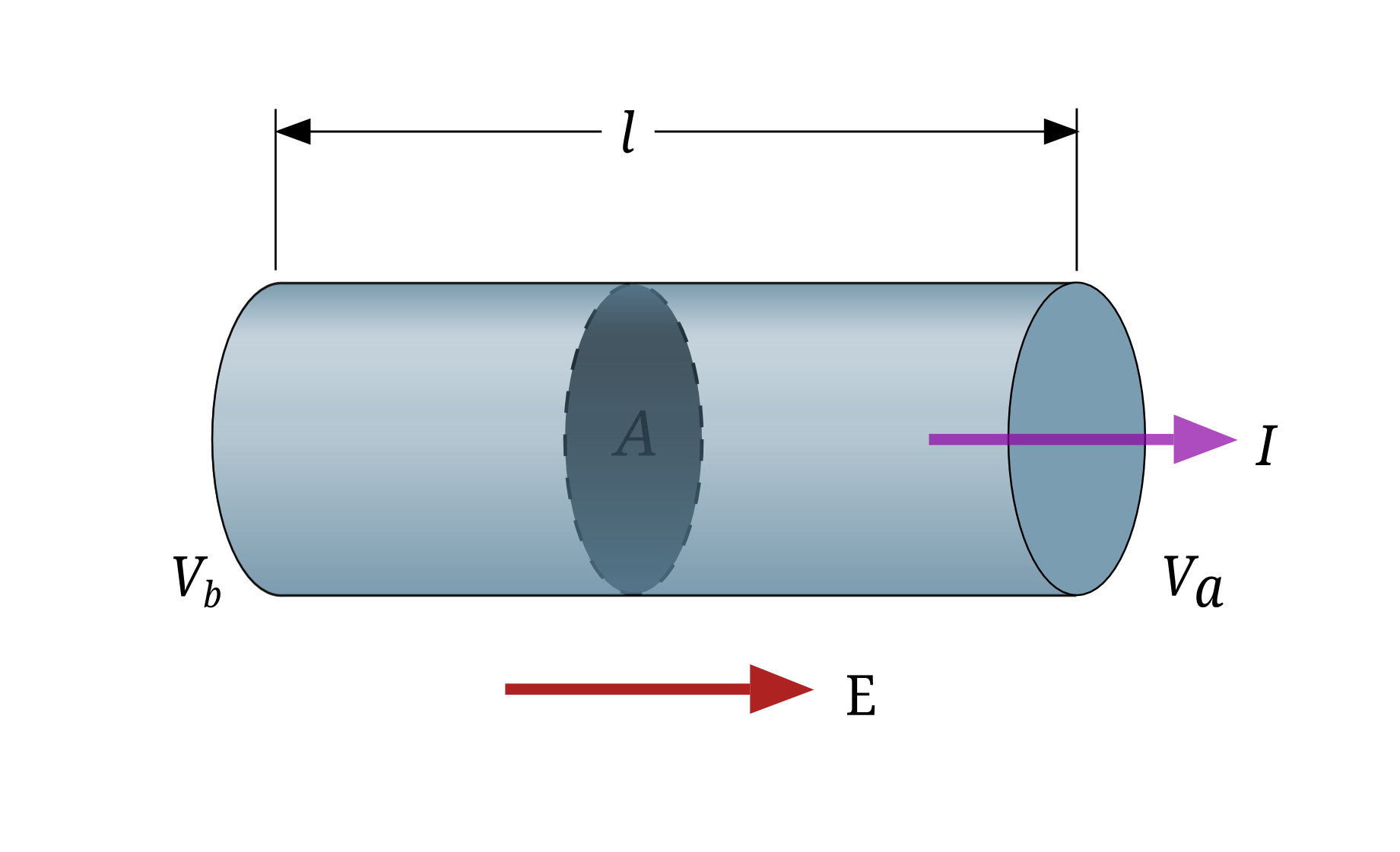
De forma práctica, la ley de Ohm puede obtenerse considerando una porción de un cable recto de sección trasversal y longitud

Una diferencia de potencial {\displaystyle \Delta V=V_{b}-V_{a}} mantenida a través de un conductor establece un campo eléctrico {\displaystyle E} y este campo produce una corriente {\displaystyle I} que es proporcional a la diferencia de potencial. Si el campo se considera uniforme, la diferencia de potencial {\displaystyle \Delta V} se puede relacionar con el campo eléctrico {\displaystyle E} de la siguiente forma:

{\displaystyle \Delta V=El}

Por tanto, la magnitud de la densidad de corriente en el cable {\displaystyle J} se puede expresar como:

{\displaystyle J=\sigma E=(1/\rho )\cdot E=(1/\rho )\cdot \Delta V/l}

Puesto que {\displaystyle J=I/A}, la diferencia de potencial puede escribirse como:

{\displaystyle \Delta V=\rho \cdot l\cdot J=\left({\frac {\rho \cdot l}{A}}\right)\cdot I=RI}

La cantidad {\displaystyle ({\tfrac {\rho \cdot l}{A}})} se denomina resistencia {\displaystyle R} del conductor. La resistencia es la razón entre la diferencia de potencial aplicada a un conductor {\displaystyle \Delta V} y la corriente que pasa por el mismo {\displaystyle I}:

{\displaystyle R={V \over I}}

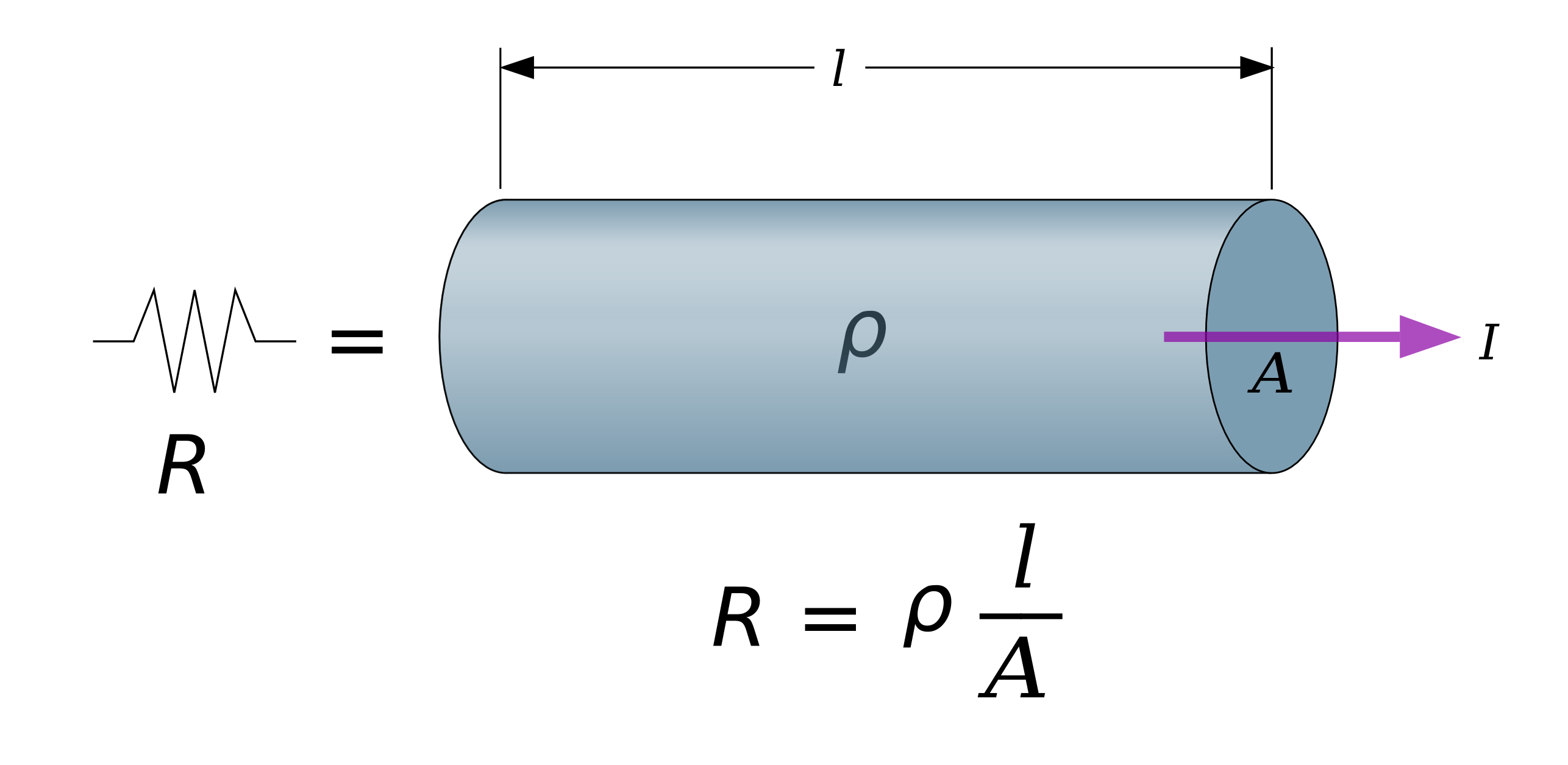
Resistividad eléctrica y su relación con la resistencia eléctrica

Dicha igualdad representa un caso particular de la ecuación {\displaystyle J=\sigma E}, donde la sección del conductor es uniforme y el campo eléctrico creado también, lo que permite expresar el ohmio ({\displaystyle \Omega }) como unidad de la resistencia de la siguiente manera:

Es la resistencia de un conductor que teniendo aplicada entre sus extremos una diferencia de potencial de un voltio está recorrido por una corriente de un amperio.

Dado que {\displaystyle R} es igual a {\displaystyle ({\tfrac {\rho \cdot l}{A}})}, la resistencia de un conductor cilíndrico determinado es proporcional a su longitud e inversamente proporcional al área de su sección transversal.
La resistividad {\displaystyle \rho } es una propiedad de una sustancia, en tanto que la resistencia es la propiedad de un objeto constituido por una sustancia y con una forma determinada. Las sustancias con resistividades grandes son malos conductores o buenos aislantes, e inversamente, las sustancias de pequeña resistividad son buenos conductores.

### Dependencia de la resistividad con la temperatura
La resistividad de cada material óhmico depende de las propiedades de dicho material y de la temperatura y, por otro lado, la resistencia de una sustancia depende de la forma del material y de la resistividad. En general, la relación funcional entre la temperatura y la resistividad de un metal puede calcularse a partir de la relación polinómica:

{\displaystyle \rho =\rho _{0}[1+\alpha (T-T_{0})+\beta (T-T_{0})^{2}+\gamma (T-T_{0})^{3}+...]}

En el rango de temperaturas de 0 °C a 200 °C, la resistividad de un metal varía aproximadamente de manera lineal con la temperatura de acuerdo con la expresión:

{\displaystyle \rho =\rho _{0}[1+\alpha (T-T_{0})]}

Donde {\displaystyle \rho } es la resistividad a cierta temperatura {\displaystyle T} (en grados Celsius), {\displaystyle \rho _{0}} es la resistividad a determinada temperatura de referencia {\displaystyle T_{0}} (que suele considerarse igual a 20 °C) y {\displaystyle \alpha } es el coeficiente de temperatura de resistividad.
| Material  | Resistividad ρ a 20 °C, Ω x m | Coeficiente de temperatura α a 20 °C, K-1 |
| --------- | ----------------------------- | ----------------------------------------- |
| Plata     | 1,6 x 10-8                    | 3,8 x 10-3                                |
| Cobre     | 1,7 x 10-8                    | 3,9 x 10-3                                |
| Aluminio  | 2,8 x 10-8                    | 3,9 x 10-3                                |
| Wolframio | 5,5 x 10-8                    | 4,5 x 10-3                                |
| Hierro    | 10 x 10-8                     | 5,0 x 10-3                                |
| Plomo     | 22 x 10-8                     | 4,3 x 10-8                                |
| Mercurio  | 96 x 10-8                     | 0,9 x 10-3                                |
| Nicron    | 100 x 10-8                    | 0,4 10-3                                  |
| Carbono   | 3500 x 10-8                   | -0,5 x 10-3                               |
| Germanio  | 0,45                          | -4,8 x 10-2                               |
| Silicio   | 640                           | -7,5 x 10-2                               |
| Madera    | 108 -1014                     |                                           |
| Vidrio    | 10 -1014                      |                                           |
| Goma dura | 1013 -1016                    |                                           |
| Ámbar     | 5 x 1014                      |                                           |
| Azufre    | 1 x 1015                      |                                           |

Nótese que los valores de {\displaystyle \alpha } son en general positivos, salvo para el carbono, el germanio y el silicio.
Dado que en un objeto determinando, la resistencia es proporcional a la resistividad, se puede denotar la variación en su resistencia como:
{\displaystyle R=R_{0}[1+\alpha (T-T_{0})]}
A partir de la fórmula anterior se pueden realizar determinaciones de temperatura, a partir de la medición de la resistencia de un objeto.

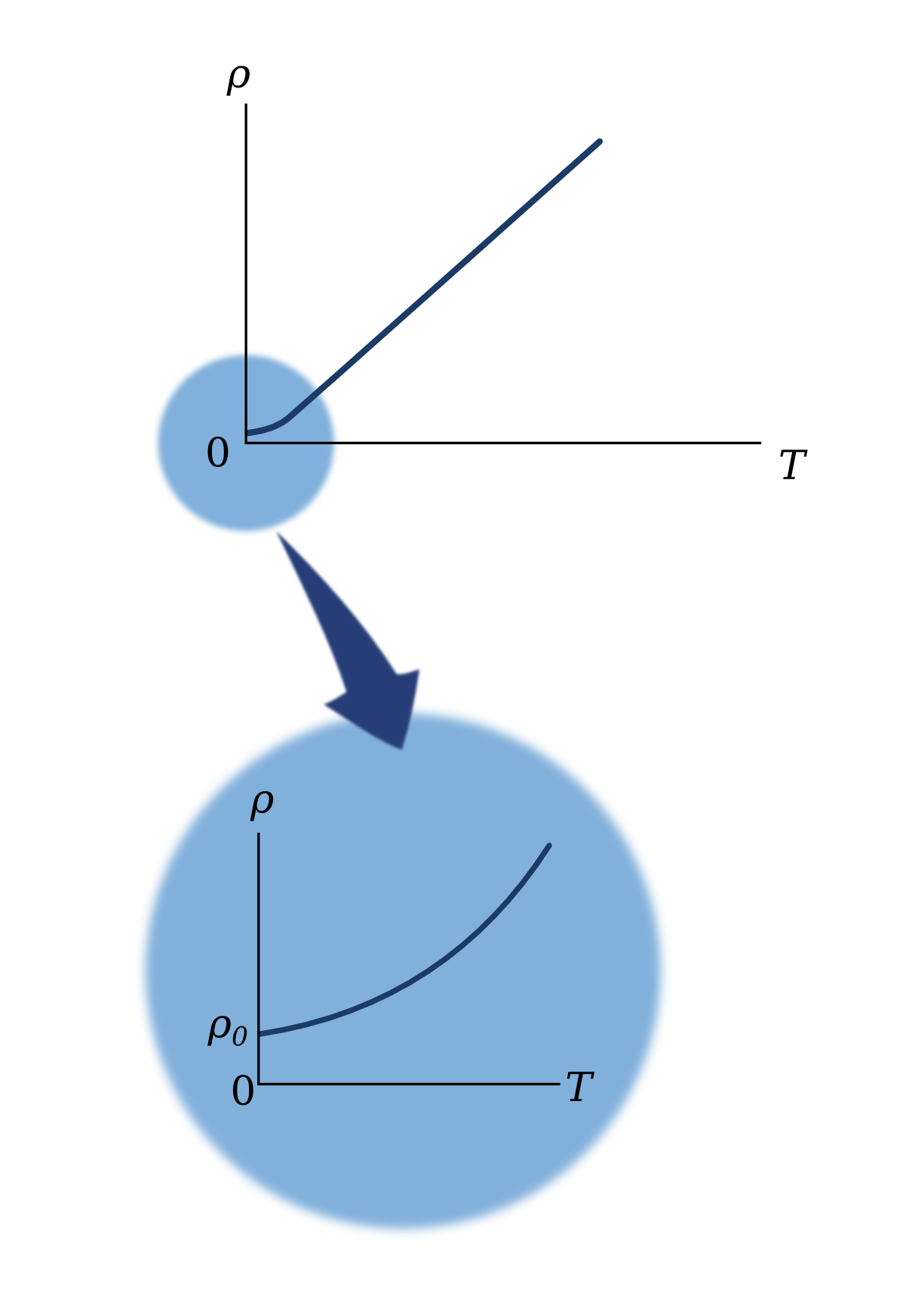
Resistividad en función de la temperatura para un metal como el cobre. Se observa que la resistividad es casi proporcional a la temperatura. La curva es lineal sobre un amplio intervalo de temperaturas y {\displaystyle \rho } aumenta al hacerlo la temperatura. Cuando {\displaystyle T} tiende al cero absoluto, la resistividad tiende a un valor finito {\displaystyle \rho _{0}}.
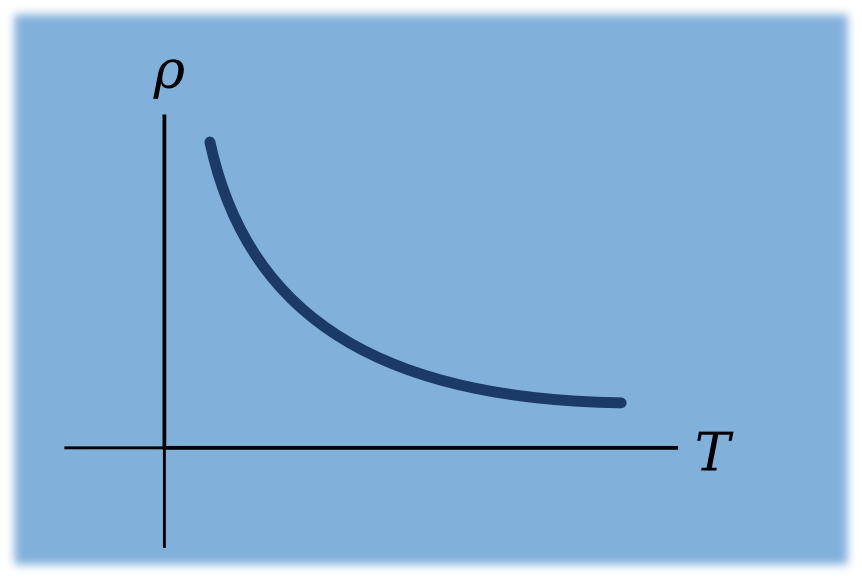
Resistividad en función de la temperatura para un semiconductor puro, como el silicio o el germanio.
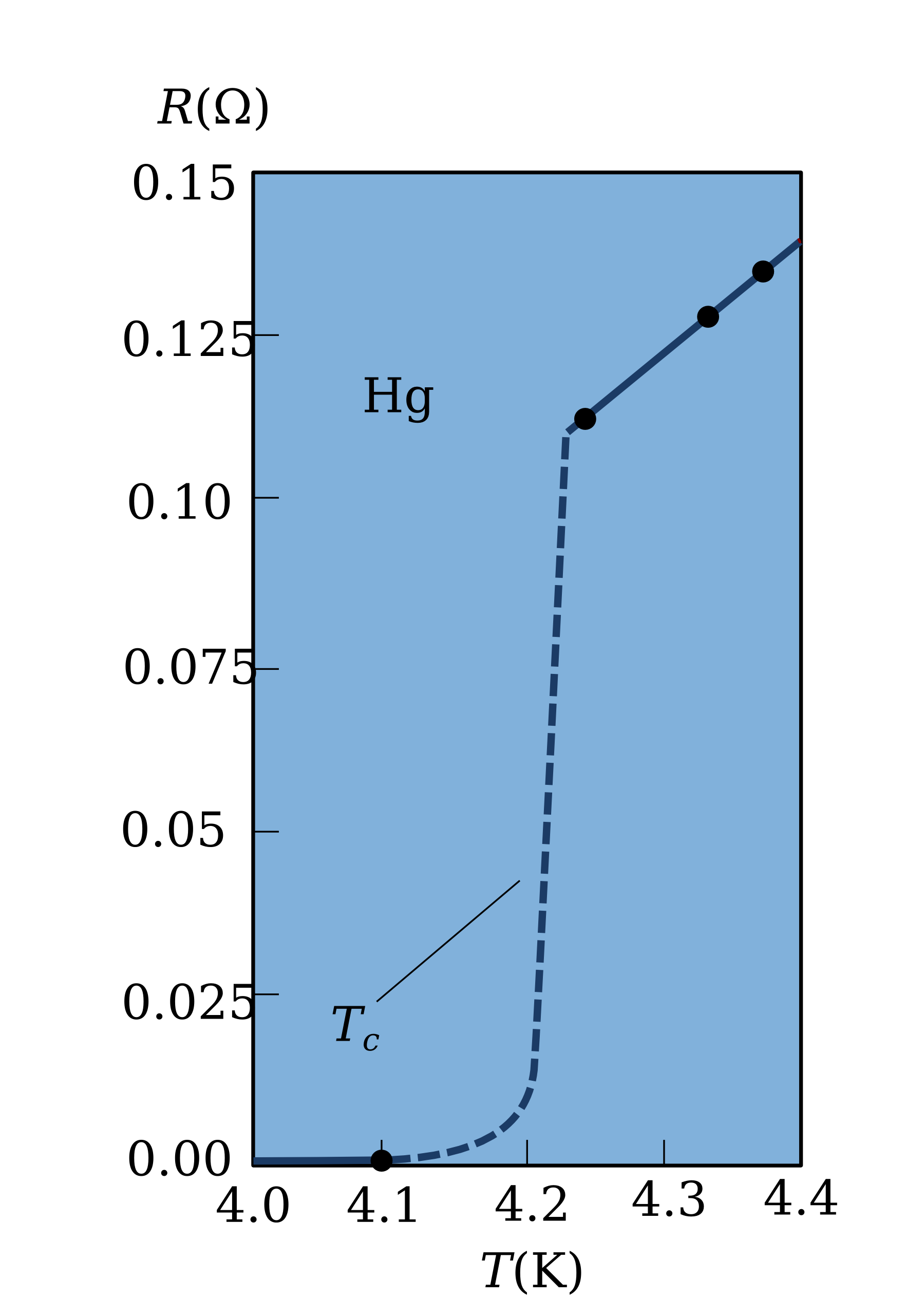
Resistencia en función de la temperatura para una muestra de mercurio, cuya temperatura crítica {\displaystyle T_{c}} es de 4,2 K.

#### Materiales de comportamiento lineal u óhmico
Para los metales la resistividad es casi proporcional a la temperatura, aunque siempre hay una zona no lineal a muy bajas temperaturas donde resistividad suele acercarse a un determinado valor finito según la temperatura se acerca al cero absoluto. Esta resistividad cerca del cero absoluto se debe, sobre todo, a choques de electrones con impurezas e imperfecciones en el metal. En contraposición, la resistividad de alta temperatura (la zona lineal) se caracteriza, principalmente, por choques entre electrones y átomos metálicos.

#### Materiales no lineales, como los semiconductores o los superconductores
La disminución de la resistividad a causa a la temperatura, con valores de {\displaystyle \alpha } negativos, es debida al incremento en la densidad de portadores de carga a muy altas temperaturas. En vista de que los portadores de carga en un semiconductor a menudo se asocian con átomos de impurezas, la resistividad de estos materiales es muy sensible al tipo y concentración de dichas impurezas.
Superconductores
Los metales son materiales que conducen bien el calor y la electricidad. Cuando una corriente eléctrica circula por un hilo conductor, este se calienta. Dicho fenómeno se conoce como efecto Joule, se debe a que los metales presentan cierta resistencia al paso de la corriente eléctrica por su interior, ya que cuando se mueven sufren colisiones con los átomos del material. Sin embargo, en un material superconductor esto no ocurre; estos materiales no ofrecen ninguna resistencia al paso de la corriente eléctrica por debajo de una cierta temperatura {\displaystyle T_{c}}, llamada temperatura crítica.
Los electrones se agrupan en parejas interaccionando con los átomos del material de manera que logran sintonizar su movimiento con el de los átomos, desplazándose sin sufrir colisiones con ellos. Esto significa que no se calientan, por lo que no hay pérdida de energía al transportar la corriente eléctrica debido al efecto Joule. La teoría básica que explica su comportamiento microscópico se llama 'teoría BCS' porque fue publicada por Bardeen, Cooper y Schrieffer en 1957. Sin embargo, en sentido estricto, no hay una única teoría CBS sino que agrupa a un cierto número de ellas, que son en parte fenomenológicas.
El valor de {\displaystyle T_{c}} depende de la composición química, la presión y la estructura molecular. Algunos elementos como el cobre, la plata o el oro, excelentes conductores, no presentan superconductividad.
La gráfica resistencia-temperatura para un superconductor sigue la de un metal normal a temperaturas por encima de {\displaystyle T_{c}}.
Cuando la temperatura alcanza el valor de {\displaystyle T_{c}}, la resistividad cae repentinamente hasta cero. Este fenómeno fue descubierto en 1911 por el físico neerlandés Heike Kamerlingh Onnes, de la Universidad de Leiden. Onnes estudió a principios del siglo XX las propiedades de la materia a bajas temperaturas. Su trabajo le llevó al descubrimiento de la superconductividad en el mercurio al ser enfriado a –269 °C. Sus esfuerzos se vieron recompensados en 1913 cuando se le concedió el Premio Nobel de Física.
| Material                                          | Tc (K) |
| ------------------------------------------------- | ------ |
| {\displaystyle {\rm {HgBa_{2}Ca_{2}Cu_{3}O_{8}}}} | 134    |
| {\displaystyle {\rm {Tl-Ba-Ca-Cu-O}}}             | 125    |
| {\displaystyle {\rm {YBa_{2}Cu_{3}O_{7}}}}        | 92     |
| {\displaystyle {\rm {Nb_{3}Ge}}}                  | 23.2   |
| {\displaystyle {\rm {Nb_{3}Sn}}}                  | 23.2   |
| {\displaystyle {\rm {Nb}}}                        | 9.46   |
| {\displaystyle {\rm {Pb}}}                        | 7.18   |
| {\displaystyle {\rm {Hg}}}                        | 4.15   |
| {\displaystyle {\rm {Sn}}}                        | 3.72   |
| {\displaystyle {\rm {Al}}}                        | 1.19   |
| {\displaystyle {\rm {Zn}}}                        | 0.88   |

Recientes mediciones han demostrado que las resistividades de superconductores por debajo de sus valores de temperaturas críticas son inferiores a {\displaystyle 4\cdot 10^{-25}(\Omega \ \mathrm {m} )} —aproximadamente {\displaystyle 10^{17}} veces más pequeños que la resistividad del cobre— y en la práctica se consideran iguales a cero. Actualmente se conocen miles de superconductores y las temperaturas críticas de los superconductores son bastante más elevadas de lo que en principio se pudo suponer.
En 1986 Johannes Georg Bednorz y Karl Alexander Müller (ganadores del Premio Nobel en 1987), en unos laboratorios de IBM en Suiza, descubrieron los materiales superconductores cerámicos. Estos materiales han revolucionado el mundo de la superconductividad al poder trabajar a temperaturas por encima de la de ebullición del nitrógeno líquido (–169 °C), lo que permite enfriarlos con mucha facilidad y de forma barata. Dichos materiales superconductores han logrado que aumente el interés tecnológico para desarrollar un gran número de aplicaciones.
Una de las características más importantes de los superconductores es que una vez que se ha establecido en ellos una corriente, esta persiste sin necesidad de una fuerza electromotriz aplicada debido a la práctica ausencia de resistencia. Se han observado corrientes estables que persisten en circuitos superconductores durante varios años sin un decaimiento aparente.
En 1933 Walter Meissner y Robert Ochsenfeld descubrieron que un material superconductor no solamente no presenta resistencia al paso de corriente, sino que también cuenta entre sus propiedades la capacidad para apantallar un campo magnético. Si enfriamos el superconductor por debajo de su temperatura crítica y lo colocamos en presencia de un campo magnético, este crea corrientes de apantallamiento capaces de generar un campo magnético opuesto al aplicado. Esto ocurre hasta que el campo magnético alcanza un valor, llamado campo magnético crítico, momento en el que el superconductor deja de apantallar el campo magnético y el material recupera su estado normal.
El hecho de que el superconductor pueda apantallar totalmente el campo magnético de su interior se conoce como superconductividad tipo I. Los superconductores tipo II permiten que el campo magnético pueda penetrar en su interior sin dejar de ser superconductores. Este comportamiento se mantiene para campos magnéticos cuyo valor puede ser hasta varios millones de veces el campo magnético terrestre. Mientras que los superconductores tipo I siempre intentan expulsar el campo magnético de su interior, los de tipo II se oponen a que este cambie.

## Energía en los circuitos eléctricos: disipación y suministro

### Consecuencias energéticas de la ley de Ohm: disipación y el efecto Joule
Llamamos efecto Joule al fenómeno irreversible por el cual si en un conductor circula corriente eléctrica, parte de la energía cinética de los electrones se transforma en calor debido a los choques que sufren con los átomos del material conductor por el que circulan, elevando la temperatura del mismo. Llega un momento en el que la temperatura del conductor alcanza el equilibrio térmico con el exterior, comenzando entonces a disipar energía en forma de calor. El nombre es en honor a su descubridor, el físico británico James Prescott Joule.
El movimiento de los electrones en un conductor es desordenado; esto provoca continuos choques entre los electrones y los átomos móviles de la red y como consecuencia aparece un aumento de la temperatura en el propio conductor pues transforma energía cinética en calorífica de acuerdo con la siguiente ecuación y tomando como unidades [P]=W=vatios, [V]=V=voltios, [I]=A=amperios, [E]=J=julios, [t]=s=segundos,

{\displaystyle P=V\cdot I}

para la potencia disipada en un tramo conductor que tiene una tensión V entre sus extremos y circula a través una corriente I. Además, la energía que habrá disipado al cabo de un tiempo t será:

{\displaystyle E=P\cdot t}.

De las dos ecuaciones se deduce: {\displaystyle E=V\cdot I\cdot t}
Según Joule, «la cantidad de energía calorífica producida por una corriente eléctrica depende directamente del cuadrado de la intensidad de la corriente, del tiempo que esta circula por el conductor y de la resistencia que opone el mismo al paso de la corriente». Con [R]=Ω=ohmios. Si sustituimos en esta ecuación, la ley de Ohm clásica {\displaystyle V=R\,I}, se obtiene la ley de Joule en su forma más clásica: 

{\displaystyle E=I^{2}\cdot R\cdot t}

Asimismo, ya que la potencia disipada es la energía perdida por unidad de tiempo, podemos calcular la potencia disipada en un conductor o en una resistencia de las siguientes tres maneras:

{\displaystyle P=I^{2}\cdot R=I\cdot V=V^{2}/R}

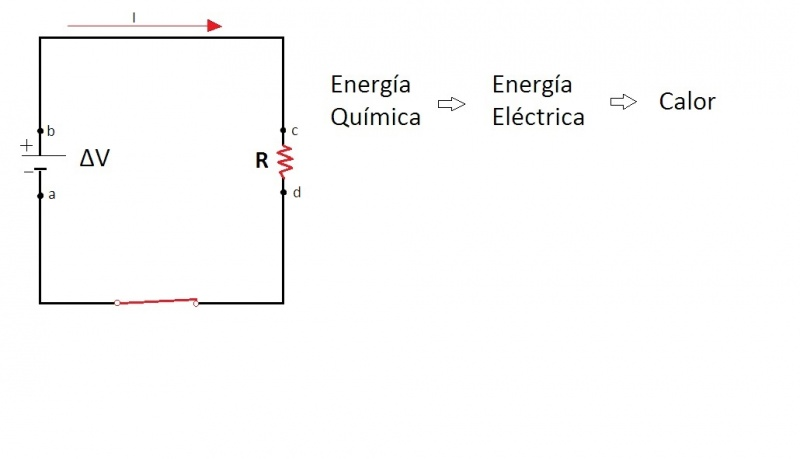
El circuito desprende energía en forma de calor

El funcionamiento eléctrico y las aplicaciones de numerosos electrodomésticos se fundamentan primero en la ley de Ohm, y en segundo lugar, sus implicaciones energéticas, en la ley de Joule. En algunos de estos aparatos eléctricos como los hornos, las tostadoras, las calefacciones eléctricas y otros empleados industrialmente, el efecto útil buscado es precisamente el calor que desprende el conductor por el paso de la corriente. En la mayoría de las aplicaciones, sin embargo, es un efecto indeseado y la razón por la que los aparatos eléctricos y electrónicos (como el ordenador) necesitan un ventilador que disipe el calor generado y evite el calentamiento excesivo de los diferentes dispositivos.

### Suministro de energía: fuerza electromotriz

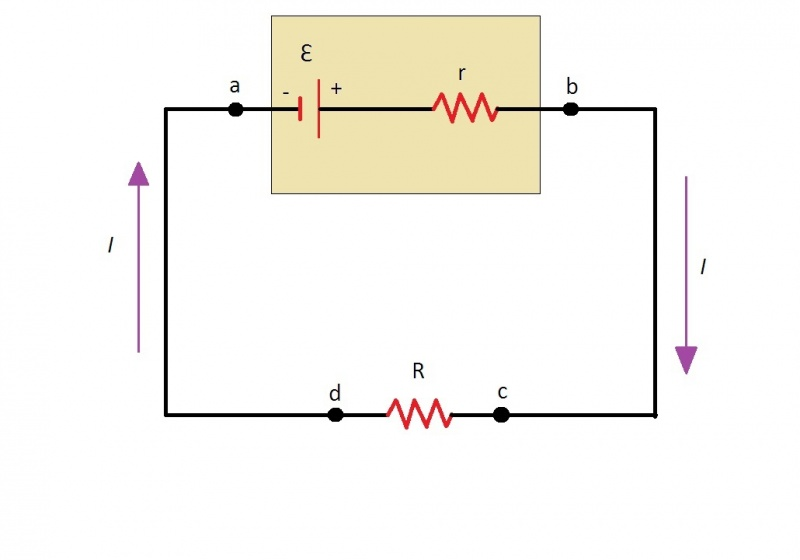
El generador tiene una resistencia interna, r

Como explica la ley de Ohm, para que circule corriente por un circuito es necesario aportar una energía para mantener una diferencia de potencial y crear el campo eléctrico que acelera las cargas. Se denomina fuerza electromotriz {\displaystyle \varepsilon } (FEM) a la energía necesaria para transportar la unidad de carga positiva a través de un circuito cerrado. Esta energía proviene de cualquier fuente, medio o dispositivo que suministre la energía eléctrica, como puede ser una pila o una batería. Para ello se necesita mantener una diferencia de potencial {\displaystyle \Delta V} entre dos puntos o polos de dicha fuente que sea capaz de impulsar las cargas eléctricas a través de un circuito cerrado. En el caso de pilas o baterías la energía inicial es de origen químico que se transforma en energía eléctrica para disiparse posteriormente en el conductor por efecto Joule.
La energía suministrada al circuito puede expresarse como:

{\displaystyle E=\varepsilon \cdot q=\varepsilon \cdot I\cdot t}

La potencia que suministra generador es: 

{\displaystyle P=\varepsilon \cdot I}

Comparando ambas expresiones se obtiene una posible justificación de fuerza electromotriz. Los generadores reales se caracterizan por su fuerza electromotriz y por su resistencia interna, es decir, un generador transforma en energía eléctrica otras formas de energía y cuando es recorrido por una corriente, se calienta. Esto representa una pérdida de potencia suministrada al circuito exterior. Expresión de la potencia suministrada al circuito por un generador real: 
{\displaystyle P_{\rm {producida\ por\ el\ generador}}=P_{\rm {consumida\ por\ el\ circuito}}+P_{\rm {disipada\ en\ el\ generador}}}

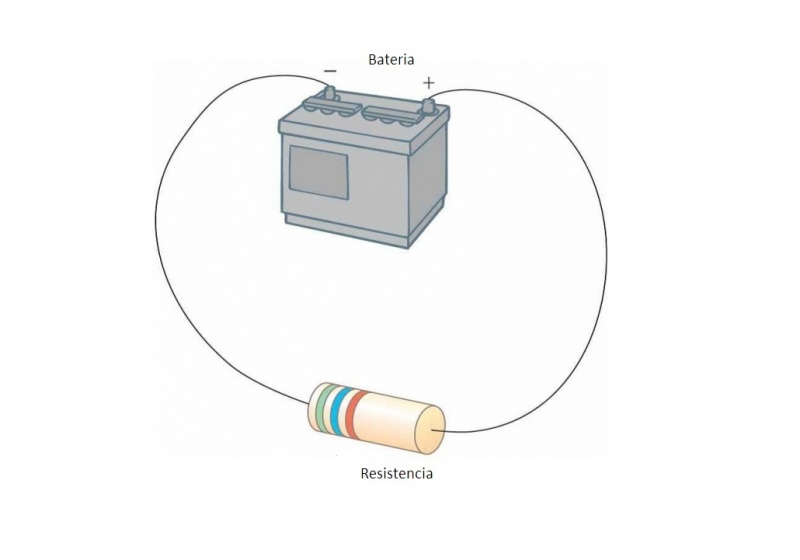
Batería que impulsa cargas eléctricas a través de un circuito cerrado

Este balance de energías se puede analizar en un circuito cerrado básico con una batería de fem {\displaystyle \varepsilon } y de resistencia interna {\displaystyle r} por el que circula una corriente {\displaystyle I} y alimenta una resistencia {\displaystyle R}. Además, {\displaystyle \Delta V} es la diferencia de potencial que se aplica en los bornes del generador que por la ley de Ohm será igual a {\displaystyle \Delta V=R\cdot I}. Este balance se puede expresar como:
{\displaystyle \varepsilon \cdot I=\Delta V\cdot I+r\cdot I\cdot I=R\cdot I\cdot I+r\cdot I\cdot I}
Significa que la potencia suministrada por el generador es igual a la suministrada al circuito exterior {\displaystyle \Delta V\cdot I}, más la consumida internamente {\displaystyle r\cdot I\cdot I}.
Dividiendo la expresión anterior por la corriente eléctrica resulta lo siguiente:

{\displaystyle \varepsilon =\Delta V+r\cdot I}

Cuando un generador suministra una energía al circuito, este es recorrido por una intensidad de corriente, los electrones del circuito son acelerados por el campo eléctrico "E" y la diferencia de potencial entre las bornes del generador se reduce en el valor de la caída de potencial que se produce en su resistencia interna. La diferencia de potencial entre los bornes del generador de una corriente eléctrica I a través del circuito es: 

{\displaystyle \Delta V=\varepsilon -I\cdot r}

Si no circula corriente por el circuito (circuito abierto), al ser la intensidad nula la fuerza electromotriz coincidirá con la diferencia de potencial entre los bornes del generador.

{\displaystyle \varepsilon =\Delta V}